# آساهی اوئناکا
آساهی اوئناکا (ژاپنی: 植中 朝日؛ زادهٔ ۱ نوامبر ۲۰۰۱) یک بازیکن فوتبال اهل ژاپن است.
از باشگاه‌هایی که در آن بازی کرده‌است می‌توان به باشگاه فوتبال و-واران ناگاساکی اشاره کرد.